# 毎日放送千里丘放送センター

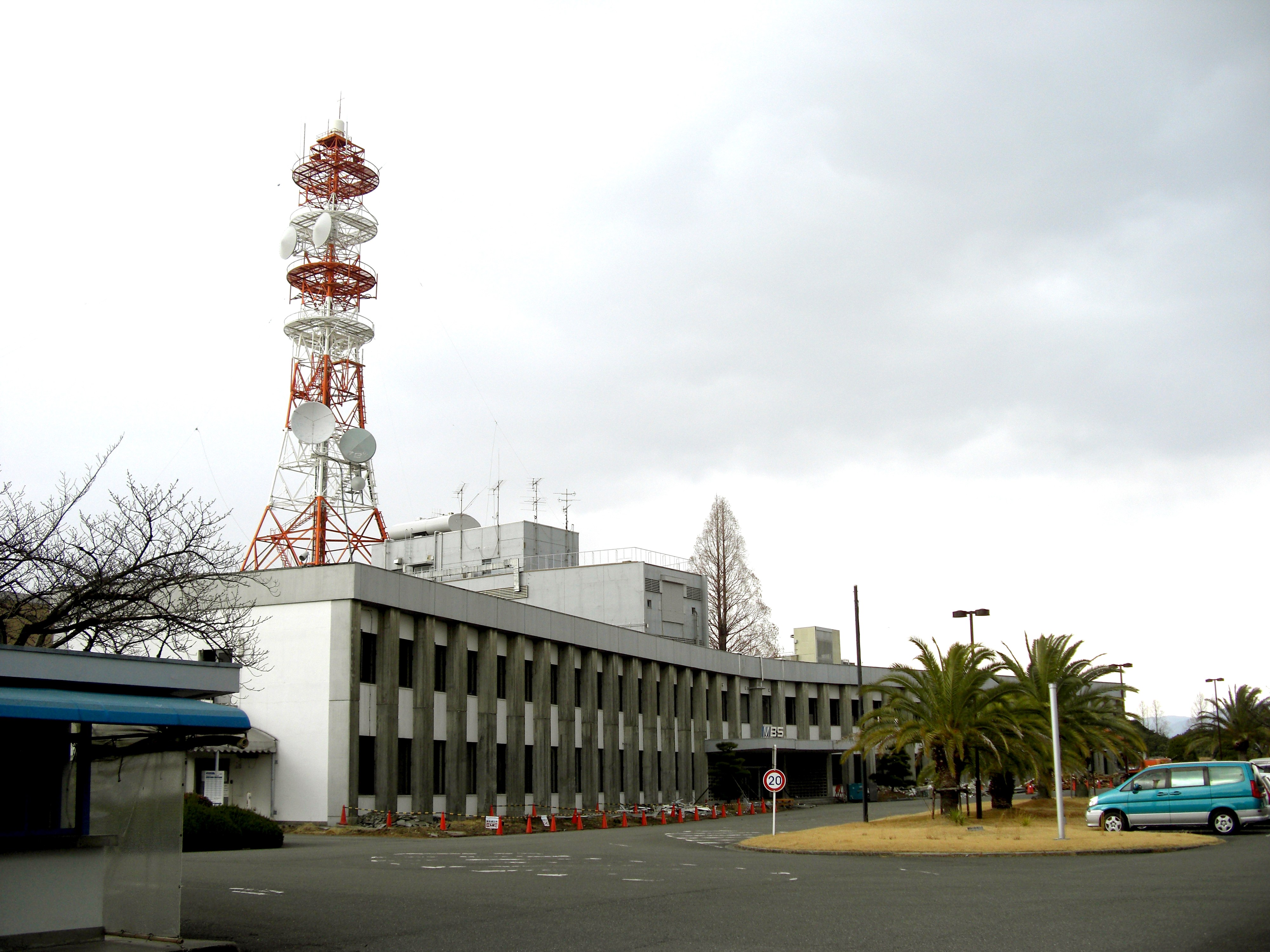
毎日放送千里丘放送センター（2008年3月1日撮影）

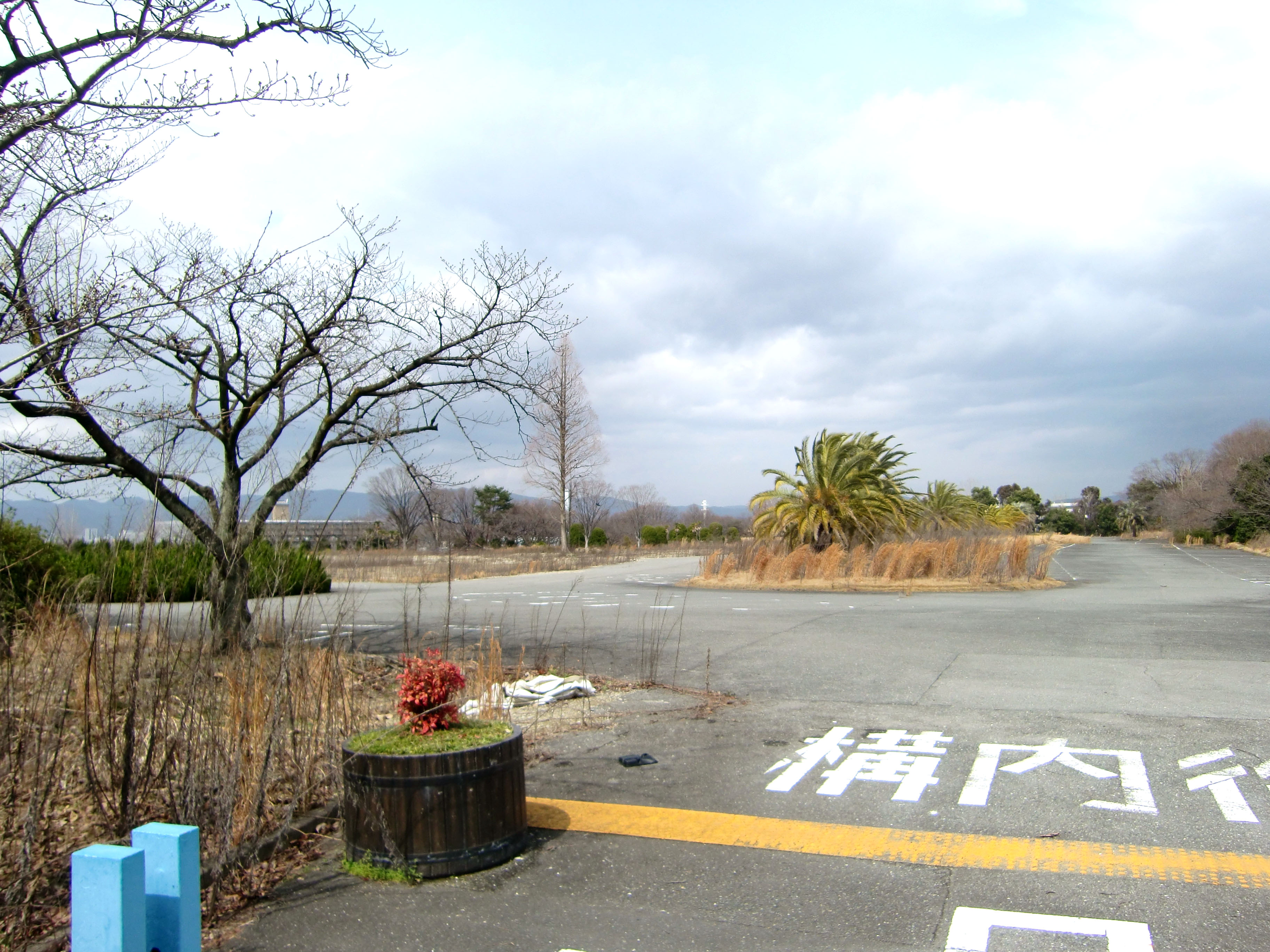
解体後の状況を同じ方向より撮影（2010年3月16日撮影）

毎日放送千里丘放送センター（まいにちほうそう せんりおかほうそうセンター）は、大阪府吹田市千里丘北1-1に所在していた毎日放送（MBS）のテレビおよびラジオスタジオである。
かつてはMBSの実質的中枢であったが、その機能は1990年9月1日に大阪市北区茶屋町に新築された本社へ移転した。その後、施設の老朽化や管理部門の統廃合方針などから2007年7月31日をもって閉鎖された。

## 概要
茶屋町に本社が移転するまでは大阪市北区堂島1丁目の毎日大阪会館北館に登記上の本社（総務、営業、経理など企業運営部門）を、千里丘に電波法上の演奏所を置いていた。別名「毎日放送千里丘スタジオ」「MBS千里丘スタジオ」とも呼ぶ。
JNN系・TBS系列局で本社演奏所以外にこのような放送施設を所有しているのは他にはTBSホールディングス（TBSHD）のみ（横浜市青葉区に所有している「緑山スタジオ・シティ」と東京都世田谷区の『東京メディアシティ』内にある「TBS砧スタジオ」）だった。ただ、「MBSスタジオ in USJ」が完成した2001年以降は茶屋町本社とUSJスタジオに移行しており、当センターはほとんど機能していなかったが、茶屋町本社が万が一送出不能になった場合に備えた予備系として残していた。
ラジオ第1スタジオは音楽レコーディングのスタジオとしても使われていて、加山雄三のヒット曲「君といつまでも」がレコーディングされたスタジオとしても知られている。その後大西ユカリらも使用していた。
また、茶屋町本社移転前はテレビの放送開始・終了時の映像にて当所が映し出されていた。

## 歴史

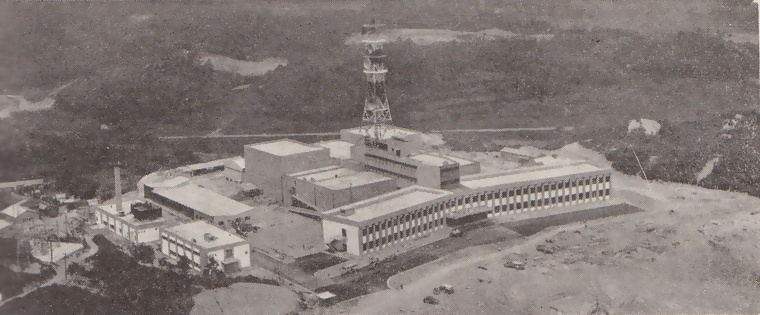
竣工当時の姿（1961年ごろ）

当時、MBS専務だった高橋信三（のちに社長・会長を歴任）が1950年代後半に4か月間、アメリカの放送局を視察し、ワシントンD.C.の郊外にあるNBCの放送センター(現在は解体済み)にヒントを得て、日本にも市街地の郊外に放送センターをつくろうと大阪市郊外の千里丘陵にスタジオを建設することを計画。当時の千里丘陵は草や木が多く繁っていたが、千里ニュータウンの建設や日本万国博覧会（1970年開催）の会場にも内定していたことから新たな街づくりが進んでいた。
千里丘放送センターは1960年に完成、鉄筋コンクリート2階建てで事務所棟とスタジオ棟（スタジオ数：テレビ4、ラジオ8）からなり、1961年から運用を開始した。大阪市内にあったMBSのほとんどの部署が移転し、MBSの実質的な中心施設としての機能を持っていた。完成当時は教育局だった日本教育テレビ（NETテレビ。現・テレビ朝日）とネットを組んでいた事から、自らキー局となって発展しようとした将来展望を見据えて設計され、在阪局では局舎が小さいものの東京のキー局に勝るとも劣らない規模と最新鋭の設備を誇った。1969年9月1日には増設で「ミリカホール」が完成する。なお、完成から14年後の1975年3月31日にMBSはテレビ系列の腸捻転解消によりTBS系列（JNN）にネットチェンジした。
2001年3月31日にスタジオ in USJへの移転以来、業務をラジオの収録や放送番組の記録保存業務に縮小し、2007年（平成19年）1月に現状のゴルフセンターと新設される千里丘ミリカセンターの敷地を除く千里丘放送センターの全敷地を大手不動産会社5社の企業連合に売却したと発表した後、2007年7月16日のラジオ特番を最後に当センターからの電波送出は事実上終了し、同月31日に施設そのものも閉鎖され、46年の歴史に幕を閉じた。
なお、跡地には大規模なマンション「ザ・ミリカシティ(ミリカ・ヒルズ及びミリカ・テラス)」と吹田市立千里丘北小学校（2015年4月開校）の学校施設が建設された。

## スタジオ
スタジオ棟にテレビ4、ラジオ8のスタジオが構成されていた。

### テレビスタジオ
- Aスタジオ（約383㎡）
- Bスタジオ（約185㎡）
- Cスタジオ（約185㎡）
- Dスタジオ（約406㎡）

### ラジオスタジオ
- 第1スタジオ（約197㎡）
- 第2スタジオ（約60㎡）
- 第3スタジオ（約49㎡）
- 第4スタジオ（約15㎡）
- 第5スタジオ（約15㎡）
- 第6スタジオ（約20㎡）
- 第7スタジオ（約10㎡）
- 第8スタジオ（約10㎡）

## 番組に対する宛先
1990年に茶屋町本社へ移転するまでの、番組に対する宛先は「〒565 大阪・吹田千里局 毎日放送 （番組名）係」と知らせていた。ただし、『アップダウンクイズ』は千里丘ではなく、スポンサーであるロート製薬本社と同じ「〒544 大阪・生野局私書箱1号 ロート製薬 アップダウンクイズ係」だった。これはロート製薬と繋がりが深かった広告代理店の萬年社（1999年に自己破産）が募集等を請け負っていたためである。
また、同じく毎日放送制作TBS系全国ネット番組でも、『世界まるごとHOWマッチ』『世界まるごと2001年』の番組中程（ただし後者はエンディングのスタッフロール表示直前）と最終盤にあった視聴者向けのプレゼントクイズでさえ、世界まるごとHOWマッチ#視聴者プレゼントの項でも触れている通り、東京支社制作の番組として扱われていたことから、応募の際は当時の本社を管轄していた吹田千里局宛ではなく、当時の東京支社を管轄していた芝郵便局私書箱4号宛に郵送すべき旨のテロップが最終盤にて表示されていた。

## 敷地内

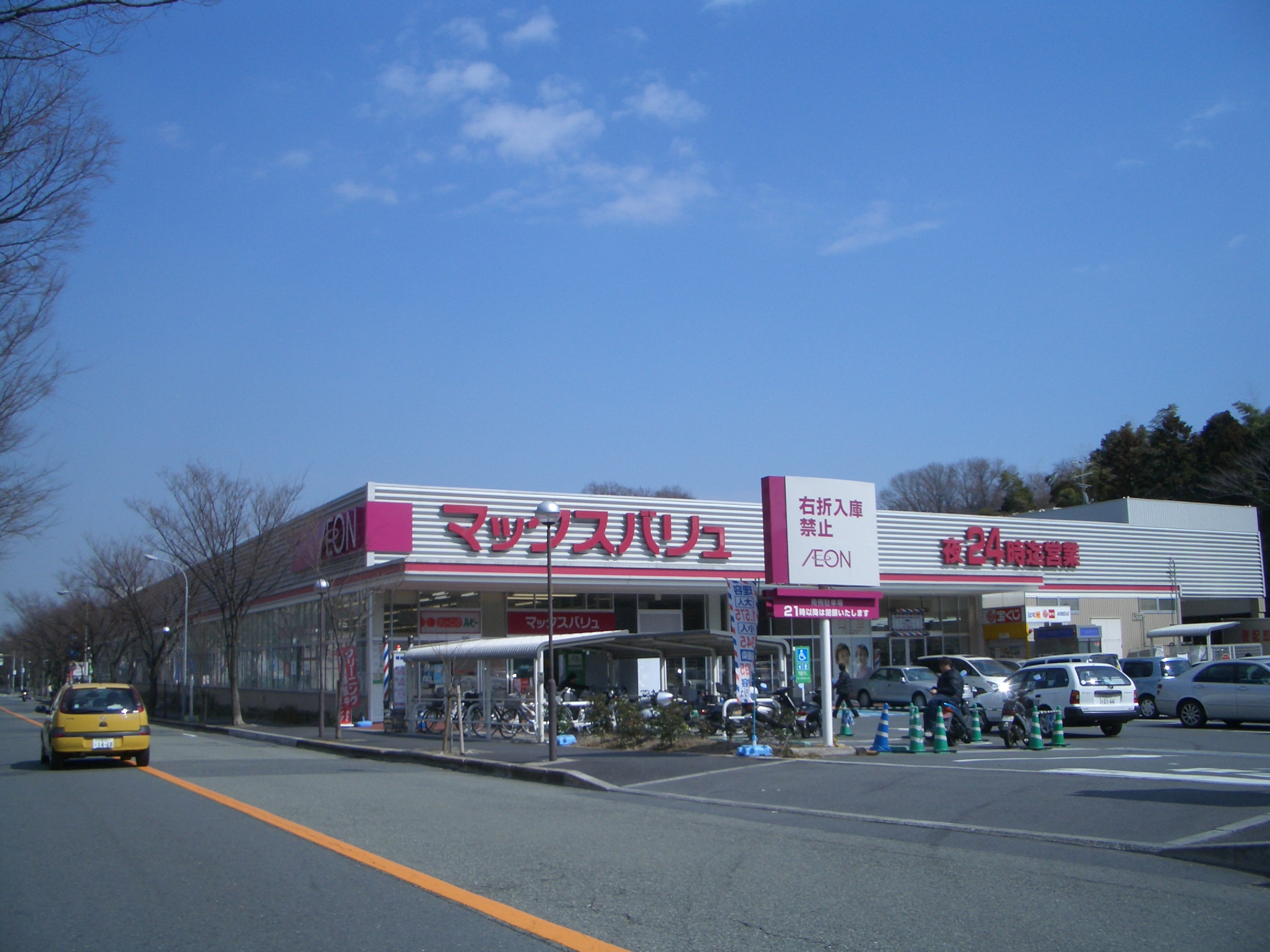
マックスバリュ吹田千里丘店

敷地内にはスタジオ・事務所棟以外にも、公開ホール兼収録スタジオだった「ミリカホール」（閉鎖）や「MBSミリカスポーツ」（MBSミリカレーンズ（ボウリング場）・ミリカプール・テニスコート・ミリカゴルフセンター・野球グラウンド・レストランから構成されていたが、ゴルフセンター以外は2006年末で閉鎖）、民間放送としては初めての放送資料館だった「放送文化館」（MBSミリカレーンズの建物を転用。2003年3月ごろに廃止）などの施設があった。開設当初はTBS緑山スタジオに現存するような巨大なオープンスタジオスペースも設けられていた。
その後、敷地内の一部（パターゴルフ場跡地）が売却され、跡地にイオン系列のスーパーマーケット「マックスバリュ吹田千里丘店」（イオングループの光洋が運営）が新たに建てられた。また敷地内の野球場で1990年にボーリング調査を行った際に温泉が湧き出し、1995年、「ミリカ天然温泉 千里の湯」として一般向けに営業を開始したが、2006年12月31日で閉鎖された。

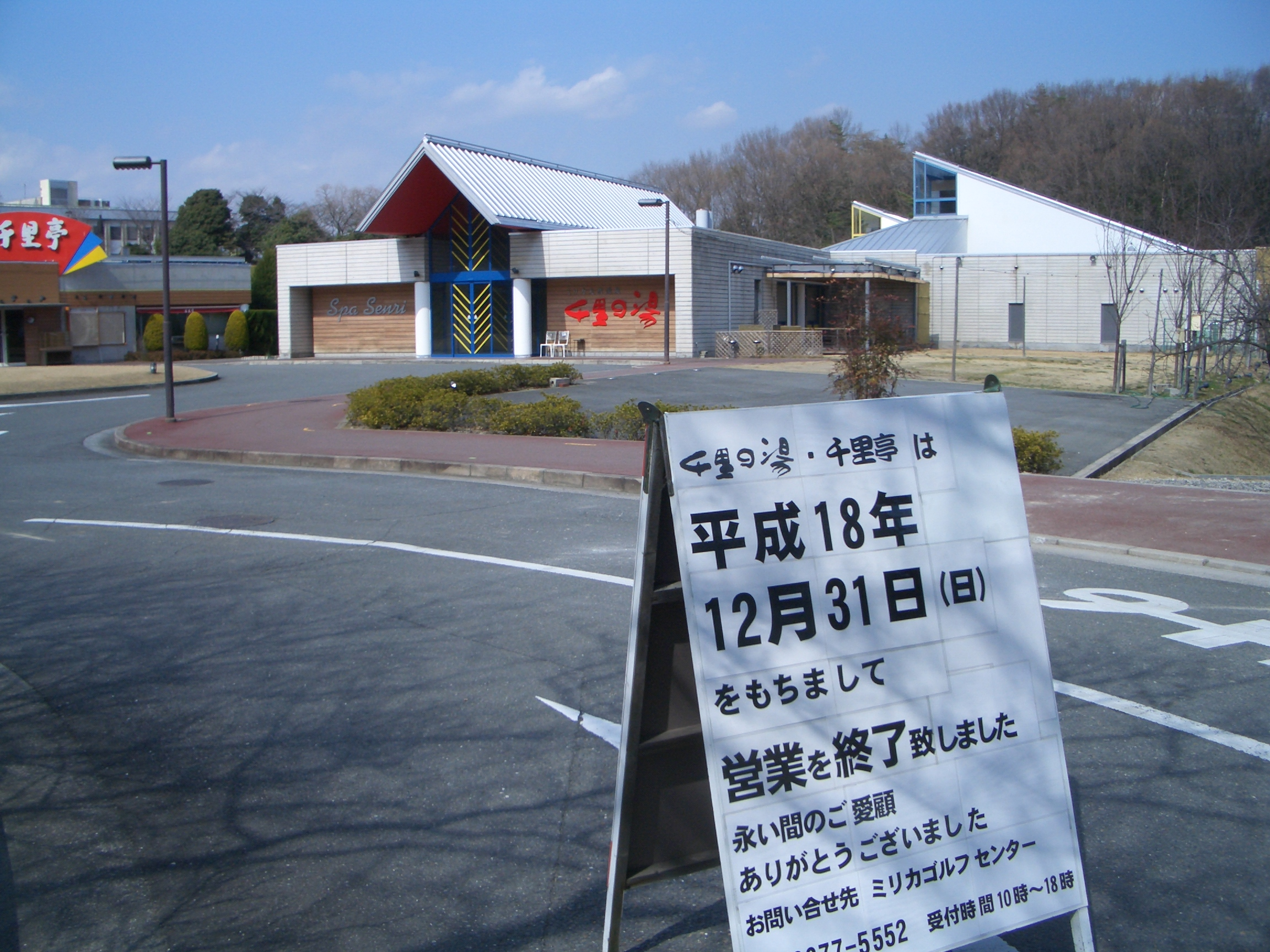
千里の湯

放送センター周辺には千里丘陵・万博記念公園・太陽の塔（岡本太郎作）・旧エキスポランド（廃園）・吹田インターチェンジ・JR千里丘駅などがある。千里丘駅と阪急茨木市駅からそれぞれ送迎バスを運行していたが、千里の湯閉鎖と同時に運行されなくなった。 現在は、かつて千里丘放送センターの入口があった場所付近に、吹田市コミュニティバス(すいすいバス)の「ミリカヒルズ前」停留所とミリカヒルズの住民専用バスの停留所が設置されている。
放送センターの正面玄関前にはイギリス人彫刻家フィリップ・キング作の鉄鋼彫刻「空」が展示されていた。これは1969年に日本鉄鋼連盟と毎日新聞社の主催による国際鉄鋼彫刻シンポジウムの展示作品だったものの一つで、翌年開催された日本万国博覧会では会場内の池の周辺（せせらぎ広場付近）に展示されていた。その後万博閉幕後に毎日放送が引き取り千里丘放送センターの正面玄関前に移設し長年展示していたが、2008年には放送センターが閉鎖されたことに伴って約38年ぶりに万博記念公園内に里帰りを果たし、現在も公園内で見ることができる。

## 中継車のナンバー
茶屋町への本社移転後もテレビ・ラジオの中継車の車庫が千里丘放送センターにあったため、ナンバープレートの地名表示は北摂・東大阪地域で登録される大阪ナンバーとなっていた。
なお、閉鎖後もしばらくは千里丘ミリカセンターに車庫があったため、大阪ナンバーのままになっていたが、茶屋町に新設されたB館に車庫が移転したため、なにわナンバーへの切り替えが進められている。

## 制作された番組とその後の状況
『アップダウンクイズ』・『がっちり買いまショウ』・『ヤングおー!おー!』・『突然ガバチョ!』といった名番組を生み出し、MBSの黄金時代を築いた場所だったが2001年4月に「MBSスタジオ in USJ」が完成、茶屋町への移転後も千里丘に残って放送していた『すてきな出逢い いい朝8時』や『痛快!明石家電視台』や『ドラマ30』など千里丘で制作されていた番組のほとんどがUSJに移転した。その後、当所はMBSのテレビ番組で使われたスタジオセットの倉庫として使われた。なお、2014年3月末にMBSスタジオ in USJは閉鎖され、その役目は同年4月に茶屋町本社本館（M館）北側に建設された新館（B館）に移設され、M館内のテレビスタジオもそれに対応する形で番組収録に使用する幅を広げるなど、MBSは大阪市内に分散していた番組制作を一括して茶屋町に集約した。
ラジオスタジオは茶屋町に移転後、ラジオドラマの収録などで使用された。労働組合の事務所など一部の部署はしばらくの間千里丘に残っていた。

## 閉鎖後

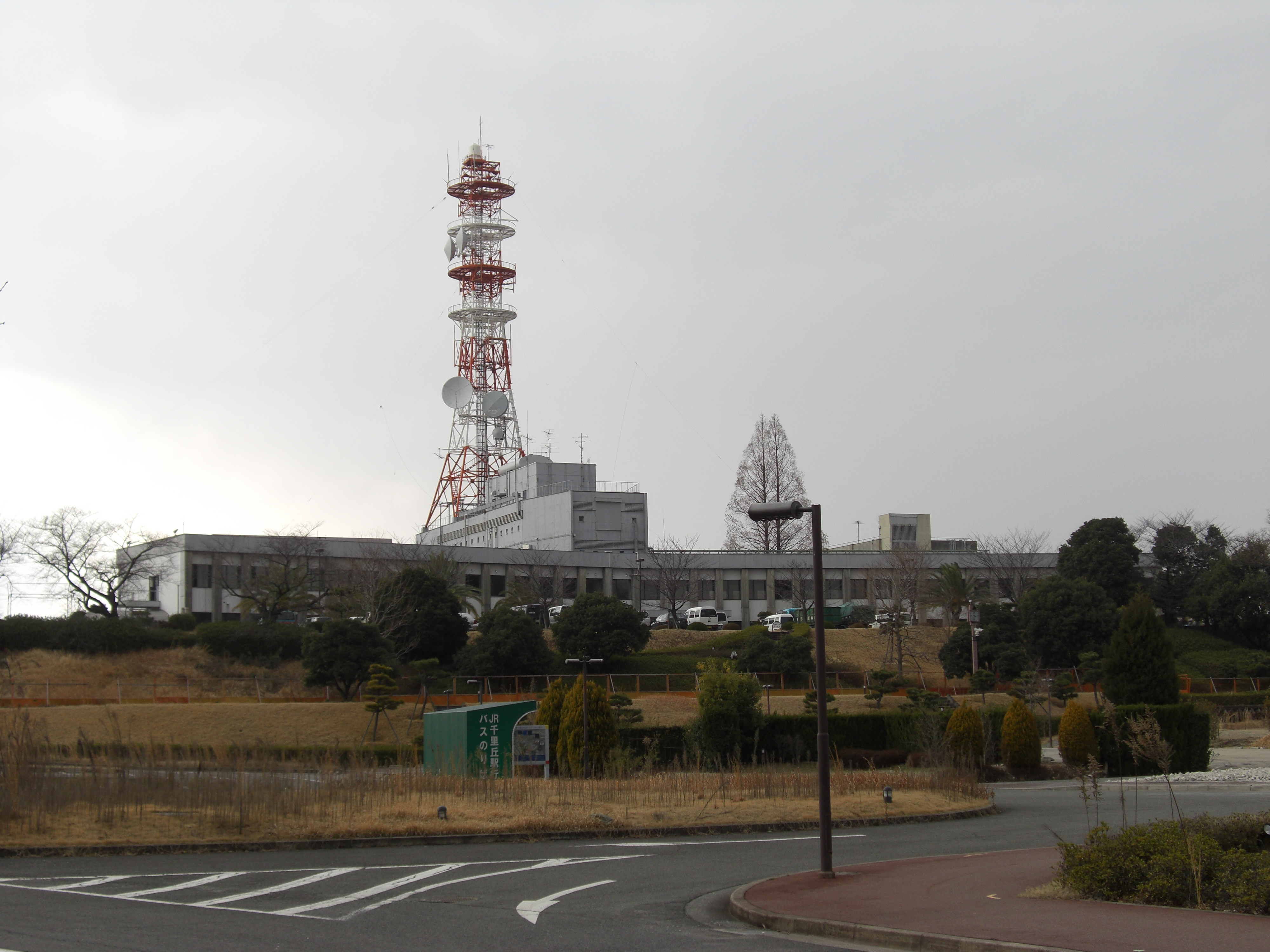
千里丘放送センター
（2008年3月1日撮影）

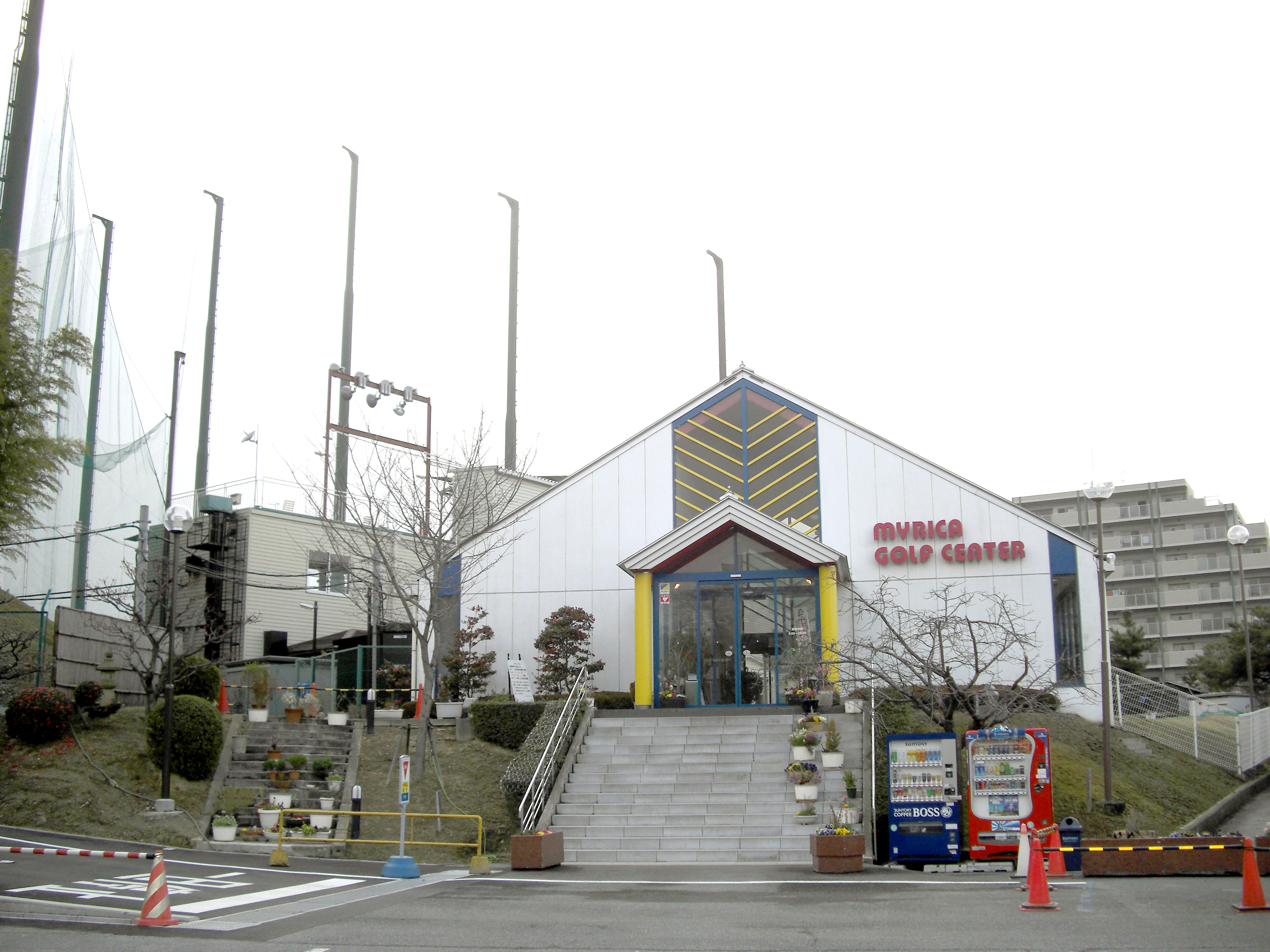
ミリカゴルフセンター

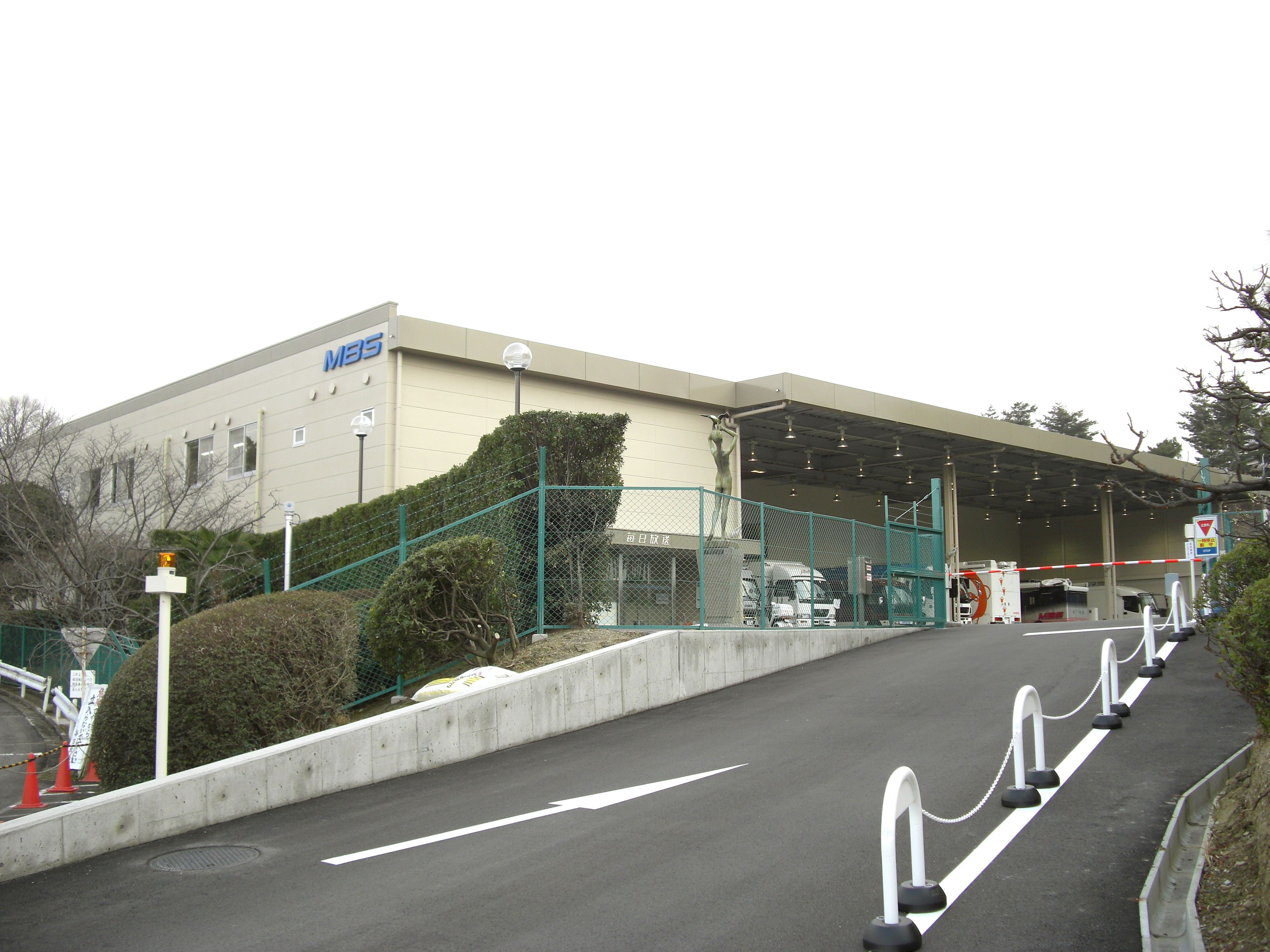
千里丘ミリカセンター

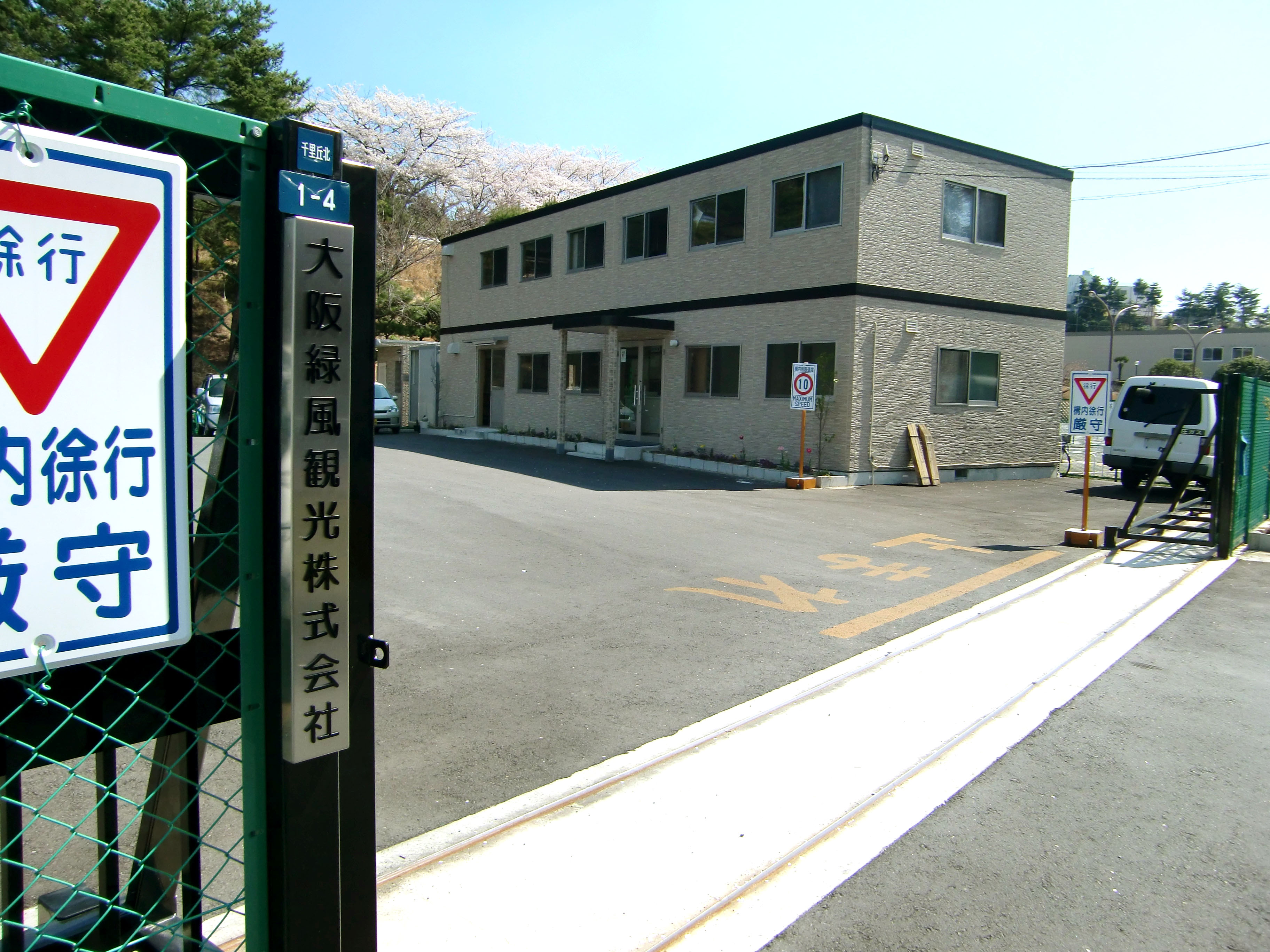
大阪緑風観光

晩年はラジオの収録や記録保存業務以外ではほとんど使用されず、一時はリニューアルされる計画もあったが、建物の老朽化に加えて年間の管理費高騰の問題もあり、2007年7月31日に閉鎖された。
閉鎖に先立ち、2007年4月から6月までの間『ありがとう浜村淳です』や『MBSヤングタウン』などが放送されたラジオスタジオを開放するなど、一連の記念イベントが開催されるとともに各種の特別番組が放送された。同年7月16日には、それらの集大成ともいわれる長時間の特別番組が放送された（MBS千里丘フェスティバル・ファイナルを参照）。なお、テレビ用の最後の収録は『ちちんぷいぷい』で放送された坂田藤十郎と角淳一との対談（2007年4月9日放送）。満開の桜のもとで撮影された。
2007年1月9日に行われたMBS社長（当時）・山本雅弘の年頭会見で、千里丘放送センターの土地・約13ヘクタールが売却されたことを明らかにした。買い手は大京・長谷工コーポレーション・東京建物・新日鉄都市開発など大手不動産会社5社の企業連合で、跡地には大規模なマンション「ミリカ・ヒルズ」が建設された。
届出によると「ミリカ・ヒルズ」の着工予定日は2011年4月（B街区・D街区）、2012年4月（A街区）、2013年4月（C街区）で、全街区の完成は2015年3月だった。建設予定地はA街区からD街区に分かれており、共同住宅と店舗、シニア向け住宅など全部で20棟が建設される予定。高さ45-65m、階数15階・20階の建物となる。
既に完成した街区には、MC企画傘下の千里ニュータウンFM放送（FM千里）が運営するサテライトスタジオ「ミリカラジオステーション」が設置され、同所で子供たちが番組制作に係わる「ミリカラジオクラブ」による番組が放送されていたが、「ミリカラジオクラブ」の活動終了後は共用のフリースペースとなっている。
千里丘放送センターは当初、2007年秋から取り壊される予定となっていたが事情により延期された。2008年3月1日時点では建物自体は現存していたが、2008年5月16日時点において建物はすべて解体されている。
用地売却後も、敷地内に所在するゴルフ練習場「ミリカゴルフセンター」（MBSのグループ企業「ミリカスポーツ振興」が運営）はそのまま残っていた。
一方、ミリカプール跡地には千里丘ミリカセンターが建設され、2008年2月6日にオープンした。事業区域面積8074m2、高さ9.40m、2階建てで、映像・音源のライブラリと事務所、倉庫、中継車庫が入っている。また茶屋町本社からラジオ放送の送出が万が一不能になった場合に備え、予備系として送出設備も設置され、2019年7月16日まで運用された。隣接するミリカゴルフセンターもこれに先立つ2019年6月30日に閉鎖となり、毎日放送は千里丘から完全撤退となった。
また、放送文化館のあった場所周辺にあたる吹田市千里丘1-4には、大阪緑風観光の車庫が2008年に建設されて運用されている。

## ミリカの由来
過去に運用されていた「ミリカホール」「MBSミリカスポーツ」「ミリカ天然温泉 千里の湯」や「千里丘ミリカセンター」、現行の音楽出版社「ミリカ・ミュージック」などの名称に使用されているミリカ(Myrica)とはヤマモモのフランス語表記および学名で、千里丘放送センター建設予定地に生えていたヤマモモの老樹に由来している。
現在もミリカの名は現地で使われており、実際にスポーツ用品店にそばにある24時間駐車場に「吹田ミリカ」を使用中である。

## 千里丘で制作された番組
☆は茶屋町移転後も引き続き千里丘で収録もしくは生放送。

★は茶屋町移転後に放送が開始された番組。

●は当初はスタジオ又は他のホール会場で収録され、後にミリカホールに移った番組。

### テレビ
- アップダウンクイズ　※但し1970年5月～10月中旬放送分は万国博関連番組との兼ね合いから東京都港区六本木のNETテレビで収録
- ☆クイズ!!ひらめきパスワード
- ●がっちり買いまショウ
- ●ヤングおー!おー!（末期にミリカホールでの生放送）
- 八木治郎ショー→八木治郎ショー・いい朝8時
- ☆すてきな出逢い いい朝8時（1998年9月まで千里丘から放送）
- 妻そして女シリーズ
- ドラマ30（のちのひるドラ。MBS制作分。一部作品は東京で製作）
- ●ダイビングクイズ
- シェフにおまかせ!
- 突然ガバチョ!
- ☆あまからアベニュー
- ☆あどりぶランド（1990年9月26日まで千里丘から放送）
- ☆乾杯!トークそんぐ
- MBSナウ（1990年8月31日まで千里丘から放送）
- MBSニュース（1990年8月31日まで千里丘から放送）
- ☆痛快!明石家電視台（後にUSJ制作、現在は茶屋町で制作）
- ★新・たかじんが来るぞ
- ★たかじんONE MAN（後にUSJ制作、2007年9月末で番組終了）

ほか。

### ラジオ
- MBSヤングタウン
- ありがとう浜村淳です
- ごめんやす馬場章夫です
- ★ドラマの風（一部の作品を除く）

ほか。

## その他
- 吉本新喜劇の島木譲二は、芸能界に入る前に千里丘放送センターの警備員として働いていた。
- 1980年代、ラジオ送信所の深夜工事停波中、千里丘放送センターから直接、出力1kWの減力放送（通常は50kW）を行っていたことがあった。ベリカードも減力放送バージョンが制作・交付された。
- 1970年ごろまで、吹田市千里ニュータウンの市外局番は「068」（千里電報電話局）であったため、茶屋町に移転した現在でもその名残としてラジオ番組宛てのFAX番号は市内局番が6800番台となっている。
- ゲーム・さんまの名探偵内で、架空のテレビ局「まいあさテレビ」が千里が丘に存在している。名称からも、恐らくはここがモデル。